# Lodovico Fogliano
Lodovico Fogliano (* Datum unbekannt, etwa zwischen 1470 und 1480 in Modena; † zwischen 1538 und 1542, Sterbeort unbekannt) war italienischer Musiktheoretiker, Komponist, Sänger und Humanist.

## Leben
Über sein Leben ist sehr wenig bekannt. Er war der jüngere Bruder des italienischen Komponisten und Organisten Giacomo Fogliano. Er war Mitglied der Hofkapelle des Herzogs Ercole I. d’Este von Ferrera und 1493 nachweislich Sänger im Domchor von Modena. Nachdem Josquin Desprez in Ferrera die Position des Hofkapellmeisters eingenommen hatte, taucht er 1503 und 1504 wieder in den Besoldungslisten der Hofkapelle auf. Ferner gibt es eine Quelle, nach der L. Fogliano als Sänger der Cappella Giulia an St. Peter 1513 und 1514 in Rom aufgetreten ist. Später scheint er sich in Venedig, wo er seine einzige veröffentlichte Komposition und sein theoretisches Hauptwerk drucken ließ, aufgehalten zu haben. Zu seinem Lebensende aber finden wir ihn wieder in Modena, da der Verleger Caterino Ferri dort die Druckerlaubnis für ihn aufrührerisches Werk Refugio de' dubitanti eingereicht hatte, das dann aber vermutlich aufgrund seines Todes nicht zu Abdruck kam.

## Werk
An Kompositionen ist kaum etwas erhalten, zumal nur ein Werk, das Quodlibet Fortuna d'un gran tempo zu seinen Lebzeiten gedruckt wurde. Sein schöpferisches Hauptinteresse lag im theoretischen Durchdringen der Musik, insbesondere in der Bestimmung und Anordnung des Tonmaterials. In seinem theoretisches Hauptwerk Musica theorica (Venedig 1529) errechnet Fogliano eine 14-stufige Tonleiter, in der die diatonische Leiter, wie sie später von Gioseffo Zarlino bestimmt wurde, enthalten ist und wie sie durch Anwendung der zweiten harmonischen Teilung auf die Quinte zu denken ist. In seinen Überlegungen hat sich Fogliano besonders auf Schriften von Aristoteles und Boethius berufen. Man weiß von Fogliano, dass er viele Werke von Aristoteles ins Italienische übersetzt hat. Über die Benutzung der harmonischen Teilung von Oktave und Quinte hinausgehend hat Fogliano außerdem dem menschlichen Harmonieempfinden eine besondere Rolle zugespielt und dazu seinen numerus sonorus entwickelt, der allerdings von seinen theoretischen Nachfolgern wie Zarlino nicht weiter genutzt wurde.

## Werke
- Musica theorica docte simul ac dilucide pertractata: in qua quamplures de harmonicis intervallis: non prius tentatae continentur speculationes. G.A. Nicolini da Sabbio, Venezia 1529 (urn:nbn:de:bvb:12-bsb10148093-3).